# Chay Hews
Chay Hews  (* 30. September 1976 in Toowoomba) ist ein ehemaliger australischer Fußballspieler und -trainer.

## Sportlicher Werdegang
Hews begann seine Karriere bei den Brisbane Strikers. Mit dem Klub gewann der Mittelfeldspieler 1997 den Titel der National Soccer League, im Endspiel gegen Sydney United stand er beim 2:0-Erfolg durch Treffer von Frank Farina und Rod Brown in der Startformation. 1999 versuchte er sich bei Bellmare Hiratsuka in der J1 League im Ausland, kehrte aber kurze Zeit später wieder zu den Strikers zurück. Ab 2001 stand er in Europa beim schwedischen Zweitligisten IF Sylvia unter Vertrag, während der ab November bis zum März des folgenden Jahres dauernden Winterpause lief er auf Leihbasis für den englischen Klub Carlisle United auf. Nach dem Abstieg des Klub am Ende der Zweitligasaison 2003 blieb er ihm in der Drittklassigkeit zunächst treu. Anfang 2005 schloss er sich Västra Frölunda IF an, stieg mit dem Klub aber am Ende der Zweitligasaison 2005 ebenfalls in die Drittklassigkeit ab. Ab 2008 gehörte er wieder den Brisbane Strikers an, bei denen er nach seinem Karriereende Anfang 2014 auf die Trainerbank wechselte. Im September des Jahres endete sein Engagement.